# Ormesson
Ormesson és un municipi francès, situat al departament de Sena i Marne i a la regió de Illa de França. L'any 2007 tenia 252 habitants.
Forma part del cantó de Nemours, del districte de Fontainebleau i de la Comunitat de comunes Pays de Nemours.

## Demografia

### Població
El 2007 la població de fet d'Ormesson era de 252 persones. Hi havia 90 famílies, de les quals 16 eren unipersonals (12 homes vivint sols i 4 dones vivint soles), 33 parelles sense fills, 37 parelles amb fills i 4 famílies monoparentals amb fills.
La població ha evolucionat segons el següent gràfic:
Habitants censats

### Habitatges
El 2007 hi havia 104 habitatges, 95 eren l'habitatge principal de la família i 9 eren segones residències. 102 eren cases i 1 era un apartament. Dels 95 habitatges principals, 82 estaven ocupats pels seus propietaris, 6 estaven llogats i ocupats pels llogaters i 6 estaven cedits a títol gratuït; 2 tenien dues cambres, 15 en tenien tres, 32 en tenien quatre i 46 en tenien cinc o més. 80 habitatges disposaven pel capbaix d'una plaça de pàrquing. A 48 habitatges hi havia un automòbil i a 45 n'hi havia dos o més.

### Piràmide de població
La piràmide de població per edats i sexe el 2009 era:
| Homes | Edats   | Dones |
| ----- | ------- | ----- |
| 0     | 95 o +  | 0     |
| 0     | 90 a 94 | 4     |
| 0     | 85 a 89 | 0     |
| 4     | 80 a 84 | 4     |
| 4     | 75 a 79 | 4     |
| 16    | 70 a 74 | 4     |
| 4     | 65 a 69 | 8     |
| 8     | 60 a 64 | 8     |
| 4     | 55 a 59 | 4     |
| 0     | 50 a 54 | 4     |
| 8     | 45 a 49 | 12    |
| 12    | 40 a 44 | 16    |
| 4     | 35 a 39 | 0     |
| 8     | 30 a 34 | 4     |
| 4     | 25 a 29 | 0     |
| 0     | 20 a 24 | 8     |
| 8     | 15 a 19 | 4     |
| 4     | 10 a 14 | 16    |
| 8     | 5 a 9   | 8     |
| 0     | 0 a 4   | 8     |

## Economia
El 2007 la població en edat de treballar era de 149 persones, 115 eren actives i 34 eren inactives. De les 115 persones actives 107 estaven ocupades (54 homes i 53 dones) i 8 estaven aturades (2 homes i 6 dones). De les 34 persones inactives 8 estaven jubilades, 20 estaven estudiant i 6 estaven classificades com a «altres inactius».

### Ingressos
El 2009 a Ormesson hi havia 95 unitats fiscals que integraven 258 persones, la mediana anual d'ingressos fiscals per persona era de 22.722 €.

### Activitats econòmiques
Dels 6 establiments que hi havia el 2007, 3 eren d'empreses de construcció i 3 d'empreses de comerç i reparació d'automòbils.
Dels 3 establiments de servei als particulars que hi havia el 2009, 1 era un paleta i 2 guixaires pintors.
L'any 2000 a Ormesson hi havia 3 explotacions agrícoles.

## Poblacions més properes
El següent diagrama mostra les poblacions més properes.